# Pouteria longifolia
Pouteria longifolia là một loài thực vật thuộc họ Sapotaceae. Loài này có ở Bolivia và Peru.